# لودفيغ ماير
لودفيغ ماير (بالنرويجية البوكمول: Ludvig Meyer)‏ هو محرر ومحامي وسياسي نرويجي، ولد في 22 أبريل 1861، وتوفي في 3 يناير 1938. حزبياً، نشط في حزب العمال وCommunist Party of Norway ‏.